# Gāthā
(Avestā, Yasna. XXVIII.1. Traduzione Arnaldo Alberti, in Avestā. Torino, UTET, 2008, pag.150)

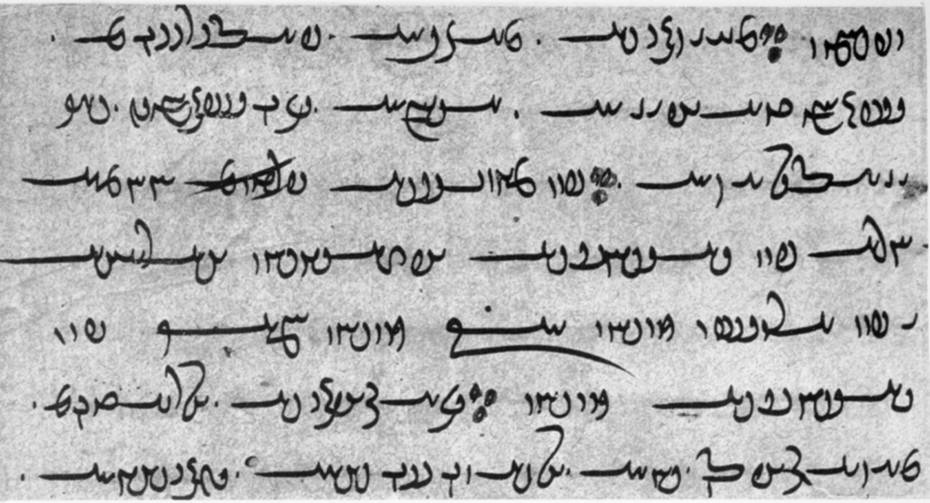
Avestā, apertura del Gāthā Ahunavaitī, Yasna XXVIII,1, testo attribuibile allo stesso Zarathuštra (dalla Biblioteca Bodleiana MS J2)

Con il termine avestico gāθā (gāthā, lett. "canto religioso") si indicano in questa voce i cinque "canti religiosi" che risultano essere la parte più antica dell'Avestā, probabilmente risalenti almeno agli inizi del primo millennio a.C., e che vengono direttamente attribuiti al profeta iranico Zarathuštra.

## Struttura e collocazione nell'Avestā
Le gāthā  zarathuštriane si presentano come composizioni liriche religiose e sono raccolte nello Yasna: dal XXVIII al XXXIV, dal XLIII al LI e la LIII. In totale diciassette "inni" (hātì), per 238 strofe e 896 versi. Solo il LIII Yasna risulta controverso in quanto probabilmente recenziore.
Questa parte delle gāthā dell'Avestā è in assoluto la più antica ed importante dell'intera opera in nostro possesso, tratta della rivelazione ricevuta da Zarathuštra ed è redatta in una lingua diversa e più arcaica rispetto a quella utilizzata nelle restanti parti.
Originariamente queste gāthā erano suddivise in cinque gruppi, in base alla loro differente metrica, e raccolte nel Gasanik Nask, il primo nask ad essere recitato durante le cerimonie. Questo gruppo testuale possiede origini antichissime ed è stato tramandato per lungo tempo per via orale, questo spiegherebbe le sue parti corrotte, quelle mancanti e quelle prive di coerenza.
Le gāthā di Zarathuštra sono così suddivise: 
1. Dal XXVIII al XXXIV Yasna viene riportata la  Ahunavaitī Gāthā (Canto del Signore).
2. Dal XLIII al XLVI Yasna viene riportata la Uštavaitī Gāthā (Canto della Felicità, «Felicità sia per colui che procura felicità al suo prossimo»).
3. Dal XLVII al L Yasna viene riportata la Spentāmainyu Gāthā  (Canto dello Spirito Santo del Bene).
4. Al LI viene riportata la Vohukšathrā Gāthā (Canto del buon dominio).
5. Al LIII viene riportata la Vahištōišti Gāthā (Canto del miglior desiderio) la quale è ritenuta di dubbia attribuzione in quanto probabilmente recenziore rispetto alle altre gāthā zarathuštriane.

## Attribuzione, datazione e origine geografica
La maggior parte degli studiosi attribuisce la redazione delle gāthā alla figura storica di  Zarathuštra, altri formulano dei dubbi al riguardo.
Così Gherardo Gnoli riassume le ragioni della loro attribuzione al profeta iranico:
(Gherardo Gnoli. Le religioni dell'antico Iran e Zoroastro in Giovanni Filoramo (a cura di) Storia delle religioni vol. 1 Le Religioni antiche. Bari, Laterza, 1994, pag. 471)
Anche per Arnaldo Alberti:
(Arnaldo Alberti Introduzione in Avestā. Torino, UTET, 2006)
Se sull'attribuzione delle gāthā a Zarathuštra, per quanto pur con alcune autorevoli distinzioni e con un dubbio generale sul LIII Yasna, vi è sufficiente concordia tra gli studiosi, più difficile è trovare una posizione univoca tra gli stessi rispetto alla loro datazione e quindi al periodo, e il luogo, in cui sarebbe vissuto il profeta iranico.
Secondo Jamsheed Choksy considerando che l'antico avestico utilizzato nelle  gāthā è comunque successivo alla differenziazione nelle lingue indoeuropee tra proto-iraniano e proto-indiano, quindi successivo al XVIII secolo a.C. ma precedente all'introduzione delle stesse gāthā  nel canone avestico quando l'antico avestico cadde in disuso tra il X e il VI secolo a.C., incrociando tali dati filologici con la descrizione della vita rappresentata nelle gāthā e le risultanze archeologiche dell'Età del Bronzo nell'Asia centrale (intendendo con questa l'area compresa tra il Mar Caspio, la Transoxania e l'Afghanistan) conclude che Zarathuštra con ogni probabilità deve essere vissuto tra il XVIII e il XV secolo a.C..
Per Arnaldo Alberti invece:
(Arnaldo Alberti. Op. cit., pagg. 14-5)
Per Gherardo Gnoli:
(Gherardo Gnoli. Op. cit., pagg. 14-5)
Sempre per lo Gnoli la patria di Zarathuštra quindi il luogo di formazione delle gāthā :
(Gherardo Gnoli. Op. cit., pagg. 473-4)
Jacques Duchesne-Guillemin identifica nella Corasmia, nella Battriana e nel Sistan l'area in cui sarebbe vissuto Zarathuštra ricordano che:
(Jacques Duchesne-Guillemin. L'Iran antico e Zoroastro in Storia delle religioni, vol. 2, pag. 140)
Di analogo avviso è Albert de Jong il quale sostiene che Zarathuštra è probabilmente vissuto agli inizi del primo millennio a.C. in un'area oggi compresa tra l'Afghanistan e il Turkmenistan.
Per Paul Du Breuil Zarathuštra sarebbe vissuto durante o dopo la grande siccità verificatasi nell'Asia centrale intorno al IX secolo a.C..

## Contenuti dottrinali
Stanley Insler, uno dei più noti studiosi delle gāthā a livello mondiale, nonché sanscritista e filologo, ha definito le stesse "un libro di enigmi".